# Frantz Vermeylen
Pour les articles homonymes, voir Vermeylen.
Frantz Vermeylen, est un sculpteur et médailleur belge, né à Louvain le 25 novembre 1857 et mort le 18 décembre 1922.

## Biographie
Frantz Vermeylen fait ses études au collège et à l'Académie des beaux-arts de Louvain. Il poursuit son éducation artistique à l'École des beaux-arts de Paris où il travaille dans l'atelier du sculpteur Auguste Dumont.
Il entre à la Société royale de numismatique comme correspondant le 7 juillet 1895 et est élu membre à l'assemblée générale du 5 juillet 1903.
Il commence à créer des médailles en 1894. Son œuvre totalise 34 médailles.
En 1930, il participe à l'Exposition centennale de l'art belge à Bruxelles et y expose Alphonse De Marbaix, professeur à l'Université catholique de Louvain (1894), Université de Louvain (1909), Secours discret (fonte).

## Galerie

Œuvres de Frantz Vermeylen
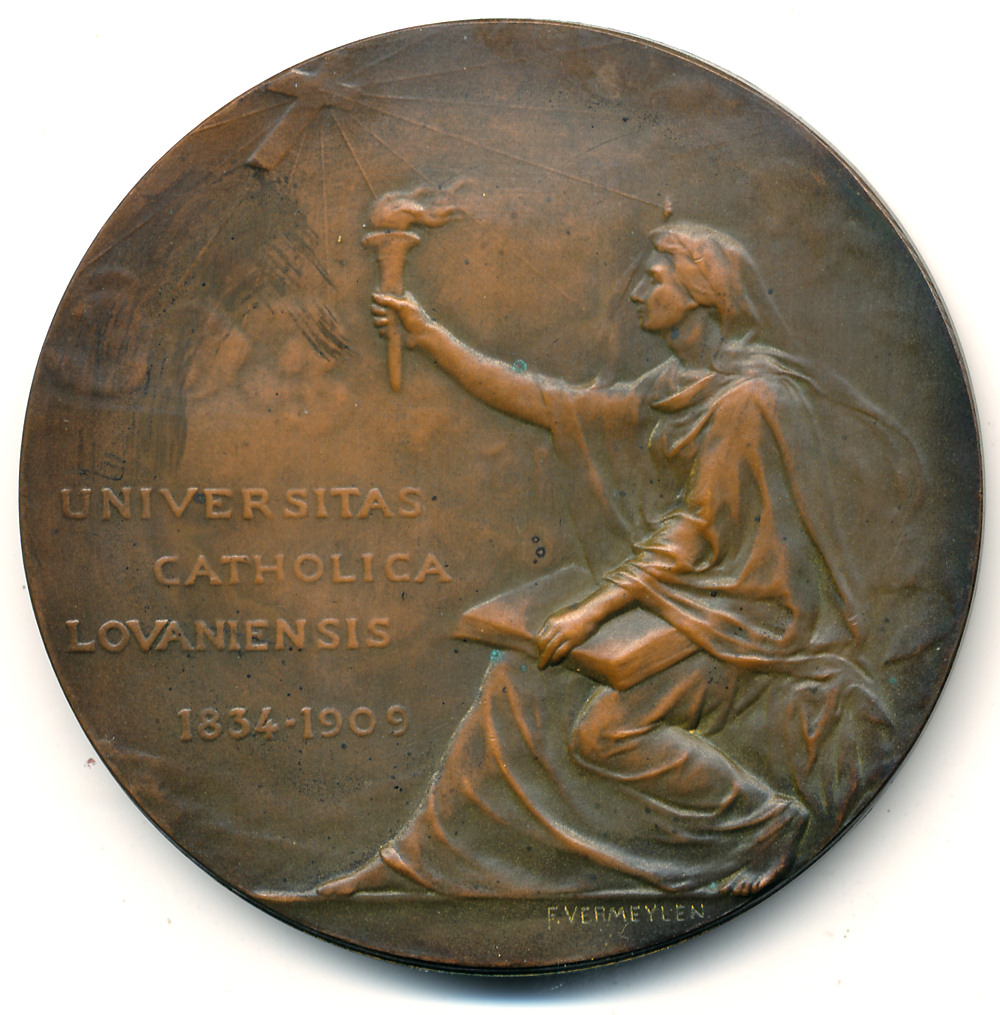
75e Anniversaire de la Réinstallation de l'Université catholique de Louvain 1834-1909, médaille en bronze, 60 mm, avers.
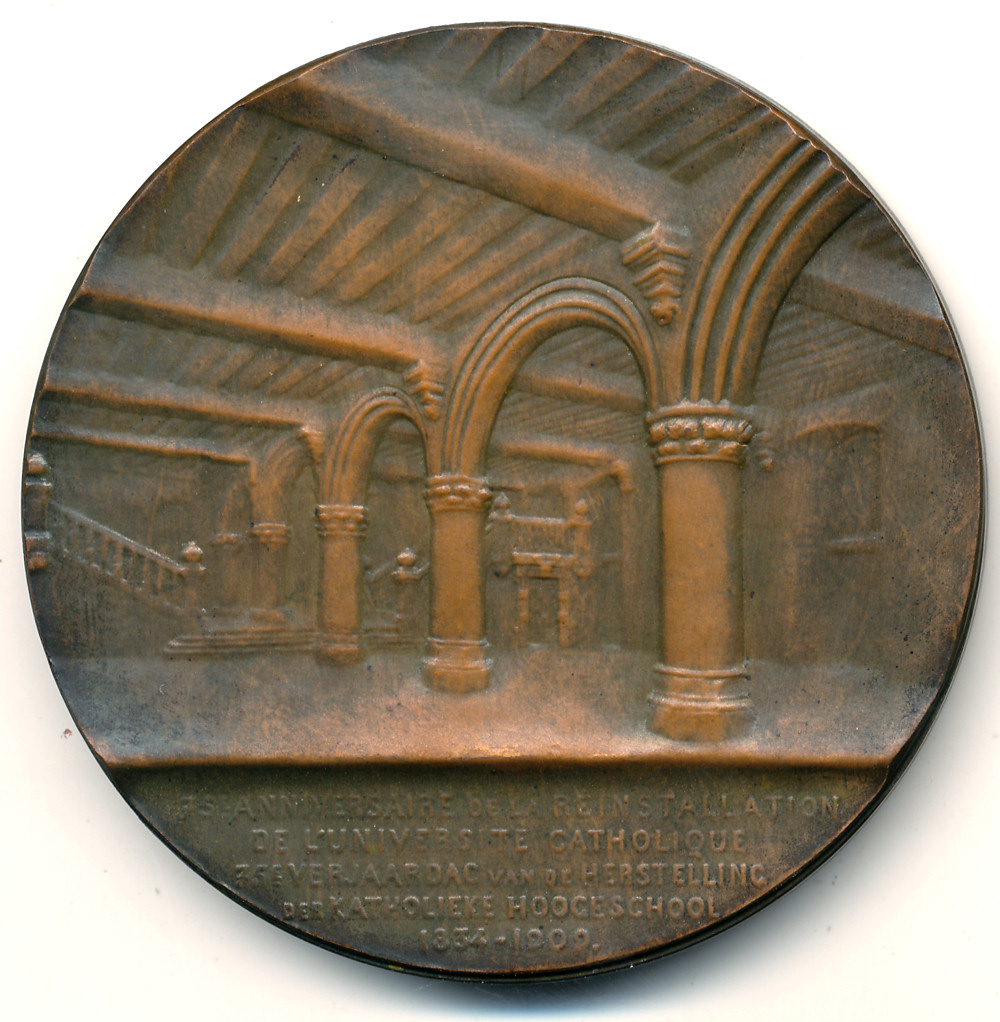
75e Anniversaire de la Réinstallation de l'Université catholique de Louvain 1834-1909, médaille en bronze, 60 mm, revers.